# Liste der Bischöfe von Montenegro
Die folgenden Personen waren bzw. sind serbisch-orthodoxe Metropoliten bzw. Vladikas (Fürstbischöfe) von Montenegro und dem Küstenland mit Sitz in Cetinje:
- Ilarion Sisojević (1220–1242)
- German I. (1242–?)
- Neofit (1250–1270)
- Jevstatije (1270–1278)
- Mihailo I. (?–?)
- Andrija (?–?)
- Jovan (1293–1305)
- Mihailo II. (1305–1319)
- Jevtimije (1405)
- Arsenije (1405–1417)
- David (1424)
- Teodosije (vor 1446)
- Josif (1453)
- Visarion I. (1482–1485)
- Pahomije I. (1491)
- Vavila (1493–1520) (seit 1516 erster Fürstbischof)
- German II. (1520–1530)
- Pavle (1530–1532)
- Vasilije I. (1532–1540)
- Nikodim (1540)
- Romil (1540–1459)
- Makarije (1560–1561)
- Ruvim I. (1561–1569)
- Pahomije II. Komanin (1569–1579)
- Gerasim (1575–1582)
- Venijamin (1582–1591)
- Nikanor (1591–1593)
- Stefan (1591–1593)
- Ruvim II. Boljević-Njeguš (1593–1636)
- Mardarije Kornečanin (1639–1649)
- Visarion I. (1649–1659)
- Mardarije II. Kornečanin (1640–1659)
- Ruvim III. Boljević (1673–1685)
- Vasilije Veljekrajski (1685)
- Visarion II. Borilović (1685–1692)
- Sava(tije) I. Kaluđeričić (1694–1696)
- Danilo I. Šćepćev Petrović-Njegoš (1697–1735)
- Sava II. Petrović-Njegoš (1735–1782)
- Vasilije III. Petrović-Njegoš (1750–1766)
- Arsenije Plamenac (1781–1784)
- Petar I. Petrović-Njegoš (1784–1830)
- Petar II. Petrović-Njegoš (1830–1851)
- Danilo II. Petrović-Njegoš (1851–1852) (letzter Fürstbischof)
- Nikanor Ivanović (1852–1860)
- Ilarion II. Roganović (1860–1882)
- Visarion III. Ljubiša (1882–1884)
- Mitrofan Ban (1884–1920)
- Gavrilo Dožić (1920–1937) (danach Patriarch)
- Joanikije Lipovac (1940–1945)
- Arsenije Bradvarević (1947–1961)
- Danilo Dajković (1961–1990)
- Amfilohije Radović (1990–2020)
- Joanikije II. Mićović (seit 2021)